# J. R. Bourne
Pour les articles homonymes, voir Bourne.
David J. R. Bourne est un acteur canadien, né le 8 avril 1970 à Toronto (Ontario).

## Biographie
Il est plus connu en dehors du Canada pour son rôle de Martouf dans la série télévisée Stargate SG-1.
Il a aussi tenu le rôle de l'assistant d'une avocate interprétée par Laura Linney dans L'Exorcisme d'Emily Rose.
À partir de 2011, il tient dans la série Teen Wolf le rôle de Chris Argent, le père de la petite amie du héros de la série. Cette série met en scène un jeune lycéen qui vient d'être mordu par un loup-garou et doit apprendre à contrôler ses capacités tout en combattant des nombreux ennemis. Chris Argent est justement un chasseur de loups-garous, au départ opposé à Scott, qui finit par rejoindre ses alliés et reste donc un personnage récurrent durant plusieurs saisons.
On le connaît aussi pour avoir tenu le rôle de Russell Lightbourne dans les saisons 6 et 7 de The 100. Il y tient le rôle d'un des dirigeants d'une planète hostile aux héros, qui dissimule de nombreux secrets.

## Filmographie

### Cinéma
- 1994 : Porcaria de Filipe Paulo
- 1995 : Jungleground de Don Allan : Odin
- 1995 : The Final Goal ou La partie décisive (au Québec) de Jon Cassar : Joseph
- 1998 : Past Perfect de Jonathan Heap : portier
- 2001 : Sea d’Andrew Williamson : Joel
- 2001 : Antitrust de Peter Howitt : garde du bâtiment 21
- 2001 : Josie et les Pussycats de Harry Elfont et Deborah Kaplan : propriétaire de la boutique
- 2001 : Exiles in Paradise de Wesley Lowe : Steve
- 2001 : 13 fantômes (Thir13en Ghosts) de Steve Beck : Benjamin Moss
- 2002 : Jane Post de Jane Sowerby : le bel acteur
- 2002 : Stuck (en) de Lindsay Bourne : Bernie
- 2002 : Ambition fatale (en) d’Eric Weston : Mark Peck
- 2003 : The Favourite Game ou Le jeu de l’ange (au Québec) de Bernar Hébert : Leo
- 2003 : On the Corner de Nathaniel Geary : Cliffie
- 2003 : Arbor Vitae de Lynda Boyd (en) : le médecin
- 2004 : The Truth About Miranda de Mark Malone : Hammond
- 2004 : Chemistry de Cameron Labine : Ken
- 2004 : Ginger Snaps : Aux origines du mal ou Entre sœurs 3 - Le début au Québec (Ginger Snaps Back: The Beginning) de Grant Harvey : James
- 2005 : Severed : Carter
- 2005 : L'Exorcisme d'Emily Rose (The Exorcism of Emily Rose) de Scott Derrickson : Ray
- 2005 : Six Figures de David Christensen : Warner
- 2005 : The Score de Kim Collier et Kim Colwell : Michael Stockholder
- 2006 : L'Effet papillon 2 (The Butterfly Effect 2) de John R. Leonetti : Malcolm Williams
- 2006 : Everything’s Gone Green de Paul Fox : Bryce
- 2006 : Unnatural & Accidental (en) de Carl Bessai : le pathologiste
- 2006 : Sisters de Douglas Buck : Larry Franklin
- 2006 : Innocence à vendre de Pierre Gang : Malcolm Lowe
- 2008 : Odysseus, voyage au cœur des ténèbres (Odysseus and the Isle of the Mists) de Terry Ingram : Périmède
- 2008 : Chronic Town de Tom Hines : Truman
- 2008 : Run Rabbit Run de Kate Twa : Brian Clark
- 2009 : The Zero Sum de Raphael Assaf : Fence
- 2010 : Alleged de Tom Hines : George Rappleyea
- 2011 : Little Birds d’Elgin James (en) : John
- 2011 : Fly away de Janet Grillo : Pete
- 2012 : Kidnapping (Brake) de Gabe Torres : Henry Shaw
- 2023 : Teen Wolf: The Movie de Russell Mulcahy
- 2024 : Teen Wolf: The Movie 2 de Russell Mulcahy :

### Télévision
| Année       | Titre                                                                             | Rôle                      | Notes                                                                                  |
| ----------- | --------------------------------------------------------------------------------- | ------------------------- | -------------------------------------------------------------------------------------- |
| 1995        | Drôle de chance (Strange Luck)                                                    | Douglas Freeman           | dans l’épisode 10 de la première saison, « Le Cristal noir »                           |
| 1995        | Side Effects (en)                                                                 | Dino Burgess              | dans l’épisode 9 de la deuxième saison, « Time Enough to Say Good-bye »                |
| 1996        | Side Effects (en)                                                                 | Dino Burgess              | dans l’épisode 11 de la deuxième saison, « Goin’ Down the Roadie »                     |
| 1996        | The Sentinel                                                                      | Kendrick                  | dans l’épisode 2 de la deuxième saison, « Les Liens du passé »                         |
| 1996        | Two                                                                               | l’agent Riddley           | dans l’épisode 8 de la première saison, « Armies of the Night »                        |
| 1996        | Millennium                                                                        | Carl Nearman              | dans l’épisode 4 de la première saison, « Le Juge »                                    |
| 1996        | Madison (en)                                                                      | Elliott                   | dans l’épisode 6 de la quatrième saison, « Go Your Own Way »                           |
| 1996        | Madison (en)                                                                      | Elliott                   | dans l’épisode 9 de la quatrième saison, « With a Bullet »                             |
| 1996        | Madison (en)                                                                      | Elliott                   | dans l’épisode 12 de la quatrième saison, « Stepping into Starlight »                  |
| 1997        | Madison (en)                                                                      | Elliott                   | dans l’épisode 1 de la cinquième saison, « Kiss of Life »                              |
| 1997        | The Right Connections                                                             | Douglas Freeman           | téléfilm de Chuck Vinson                                                               |
| 1998        | The Inspectors - Un courrier explosif (The Inspectors)                            | Dwayne                    | téléfilm de Brad Turner                                                                |
| 1998        | Futuresport                                                                       | Sythe                     | téléfilm d’Ernest R. Dickerson                                                         |
| 1998        | Stargate SG-1                                                                     | Martouf/Lantash           | dans l’épisode 11 de la deuxième saison, « La Tok’ra – 1re partie »                    |
| 1998        | Stargate SG-1                                                                     | Martouf/Lantash           | dans l’épisode 12 de la deuxième saison, « La Tok’ra – 2de partie »                    |
| 1998        | The Crow                                                                          | Shane Gant                | dans l’épisode 4 de la première saison, « Les enfants du millénium »                   |
| 1998        | Viper                                                                             | Seth Kincaid              | dans l’épisode 10 de la quatrième saison, « La vérité sur Joe »                        |
| 1999        | La loi du colt (en) (Dead Man’s Gun)                                              | Frank Noyce               | dans l’épisode 19 de la seconde saison, « The Vine »                                   |
| 1999        | Aftershock : Tremblement de terre à New York (Aftershock: Earthquake in New York) | Joshua Bingham            | téléfilm de Mikael Salomon                                                             |
| 1999        | Stargate SG-1                                                                     | Martouf/Lantash           | dans l’épisode 18 de la deuxième saison, « La Colère des dieux »                       |
| 1999        | Stargate SG-1                                                                     | Martouf/Lantash           | dans l’épisode 12 de la troisième saison, « Voyage dans la mémoire – 1re partie »      |
| 1999        | Stargate SG-1                                                                     | Martouf/Lantash           | dans l’épisode 13 de la troisième saison, « Voyage dans la mémoire – 2de partie »      |
| 2000        | Cœurs rebelles (Higher Ground)                                                    | Jason                     | dans l’épisode 14 de la première saison, « The Kids Stay in the Picture »              |
| 2000        | Stargate SG-1                                                                     | Martouf/Lantash           | dans l’épisode 5 de la quatrième saison, « Diviser pour conquérir »                    |
| 2000        | Au-delà du réel : L'aventure continue (The Outer Limits)                          | Dell Tinker               | dans l’épisode Zig zag de la sixième saison                                            |
| 2000        | L’Appel de la forêt (en) (Call of the Wild)                                       |                           | dans l’épisode 5 de la première saison, « Foxfire »                                    |
| 2000        | TV business (en) (Beggars and Choosers)                                           | Matt Paladin              | dans l’épisode 6 de la seconde saison, « An Asian in the Sun »                         |
| 2001        | TV business (en) (Beggars and Choosers)                                           | Matt Paladin              | dans l’épisode 18 de la seconde saison, « We’ll Always Have Burbank »                  |
| 2001        | Big Sound (en)                                                                    | Bobby Talisman            | dans l’épisode 1 de la première saison, « Bob Day Afternoon »                          |
| 2001        | Big Sound (en)                                                                    | Bobby Talisman            | dans l’épisode 16 de la première saison, « Sutton Killed the Radio Star »              |
| 2001        | Plongée mortelle (Return to Cabin by the Lake)                                    | JC Reddick                | téléfilm de Po-Chih Leong                                                              |
| 2002        | Jeremiah                                                                          | Stenn                     | dans l’épisode 12 de la première saison, « Toucher n’est pas jouer »                   |
| 2002        | Edition spéciale (en) (Breaking News)                                             | Keith                     | dans l’épisode 3 de la première saison, « Rachel Glass and the No Good, Very Bad Day » |
| 2002        | Liebe auf den zweiten Blick                                                       | Gino                      | téléfilm de Matze Kahle et Skip Lackey                                                 |
| 2003        | Andromeda (Gene Roddenberry’s Andromeda)                                          | William Ataturk           | dans l’épisode 21 de la troisième saison, « L’ange de la foudre »                      |
| 2003        | Andromeda (Gene Roddenberry’s Andromeda)                                          | Marshall Ataturk          | dans l’épisode 22 de la troisième saison, « Un ordre nouveau – 1re partie »            |
| 2003        | La Chute des héros (Word of Honor)                                                | M. Douglas Picard         | téléfilm de Robert Markowitz                                                           |
| 2004        | Behind the Camera: The Unauthorized Story of “Charlie’s Angels”                   | journaliste du Time       | téléfilm de Francine McDougall (en)                                                    |
| 2004        | Century City                                                                      | Ricky                     | dans l’épisode 1 de la première saison, « Un clone pour le clone »                     |
| 2004        | Le Parfait Amour (Perfect Romance)                                                | Rick Meadows              | téléfilm de Douglas Barr                                                               |
| 2004        | Cold Squad, brigade spéciale (Cold Squad)                                         | Paul Deeds                | dans l’épisode 6 de la septième saison, « De plein droit »                             |
| 2005        | Cold Squad, brigade spéciale (Cold Squad)                                         | Paul Deeds                | dans l’épisode 9 de la septième saison, « Courbe d’apprentissage »                     |
| 2005        | Cold Squad, brigade spéciale (Cold Squad)                                         | Paul Deeds                | dans l’épisode 10 de la septième saison, « Un bon client »                             |
| 2005        | Cold Squad, brigade spéciale (Cold Squad)                                         | Paul Deeds                | dans l’épisode 11 de la septième saison, « La frange – 1re partie »                    |
| 2005        | Cold Squad, brigade spéciale (Cold Squad)                                         | Paul Deeds                | dans l’épisode 12 de la septième saison, « Et la furie – 2de partie »                  |
| 2005        | Innocence à vendre (Selling Innocence)                                            | Malcolm Lowe              | téléfilm de Pierre Gang                                                                |
| 2006        | Stargate SG-1                                                                     | Martouf/Lantash           | dans l’épisode 13 de la neuvième saison, « Effet domino »                              |
| 2006        | Godiva's                                                                          | Sam                       | dans les épisodes 6 à 8 et 10 à 13 de la seconde saison                                |
| 2006        | Dead Zone (The Dead Zone)                                                         | Nathan Carter             | dans l’épisode 8 de la cinquième saison, « Armageddon »                                |
| 2007        | Les Experts : Miami (CSI: Miami)                                                  | Stan Keeler               | dans l’épisode 15 de la cinquième saison, « Traqué ! »                                 |
| 2007        | 24 heures chrono (24)                                                             | Agent Johnson             | dans l’épisode 6 de la cinquième saison, jour 5 : « 12h00 – 13h00 »                    |
| 2007        | Superstorm                                                                        | Lance Resnick             | téléfilm en trois parties de Julian Simpson (en)                                       |
| 2007        | Les Experts (CSI: Crime Scene Investigation)                                      | Jerome Kessler            | dans l’épisode 23 de la septième saison, « Le bon, la brute et la dominatrice »        |
| 2007        | NCIS : Enquêtes spéciales (NCIS)                                                  | Marshall Collins          | dans l’épisode 9 de la cinquième saison, « Un garçon d'exception »                     |
| 2008        | Mentalist (The Mentalist)                                                         | Jeremy Hale               | dans l’épisode 7 de la première saison, « Le rouge de la colère »                      |
| 2008        | Le Trésor perdu du Grand Canyon (The Lost Treasure of the Grand Canyon)           | Marco Langford            | téléfilm de Farhad Mann (en)                                                           |
| 2009        | Fringe                                                                            | un agent de la CIA        | dans l’épisode 6 de la deuxième saison, « La Formule »                                 |
| 2010        | NCIS : Los Angeles                                                                | Dallas                    | dans l’épisode 11 de la première saison, « Sexe, mensonges et vidéo »                  |
| 2010        | NCIS : Los Angeles                                                                | Dallas                    | dans l’épisode 14 de la première saison, « DL 50 »                                     |
| 2010        | Smallville                                                                        | Dr Bernard Chisholm       | dans l’épisode 15 de la neuvième saison, « L’envol »                                   |
| 2010        | Cold Case : Affaires classées                                                     | Matt Doherty '10          | dans le dernier épisode de la dernière saison, « Comme deux sœurs » (S. 7, ép. 22)     |
| 2011        | Fringe                                                                            | un agent de la CIA        | dans l’épisode 12 de la troisième saison, « Questions et Réponses »                    |
| 2011 - 2017 | Teen Wolf                                                                         | Chris Argent              | Personnage récurrent (saison 1 à 5), principal saison 6                                |
| 2011        | Flashpoint                                                                        | Dan Lefebvre              | dans l'épisode 10 de la quatrième saison, « Le prix des affaires »                     |
| 2011        | Suits                                                                             |                           | dans l'épisode 6 de la première saison                                                 |
| 2012        | The Secret Circle                                                                 | Isaac                     | 5 épisodes                                                                             |
| 2012        | Revenge                                                                           | Kenny Ryan                | dans 11 épisodes de la deuxième saison                                                 |
| 2015        | Satisfaction                                                                      | Barry                     | dans les épisodes 7,9 et 10 de la deuxième saison                                      |
| 2015        | Arrow                                                                             | Jeremy Tell / Double Down | dans l’épisode 3 de la quatrième saison, “Restoration”                                 |
| 2015        | UnREAL                                                                            | Bill DeYoung              | dans les épisodes 4 et 5 de la première saison                                         |
| 2016        | Outcast                                                                           | Luke Masters              | dans l'épisode 3 de la première saison                                                 |
| 2019-2020   | The 100                                                                           | Russell Lightbourne       | récurrent saison 6, principal saison 7                                                 |
| 2021        | Mayans M.C.                                                                       | Isaac                     | Récurrent saison 3                                                                     |

## Voix françaises
| - Pierre Tessier dans : - L'Exorcisme d'Emily Rose - Innocence à vendre - Aftershock : Tremblement de terre à New York (téléfilm) - Superstorm (téléfilm) - The Secret Circle (série télévisée) - Éric Aubrahn dans : - 13 fantômes - Teen Wolf (série télévisée) - Les 100 (série télévisée) - Teen Wolf: Le Film | Et aussi - Mathieu Moreau dans Le Trésor perdu du Grand Canyon (téléfilm) - Philippe Valmont dans Mentalist (série télévisée) - Serge Biavan dans Revenge (série télévisée) - Pierre Tissot dans Arrow (série télévisée) |